# PSY
Park Jae-Sang (koreansk: 박재상, født 31. december 1977) er en sydkoreansk rapper, bedre kendt under kunsternavnet Psy (/saɪ/, koreansk: 싸이). Han er mest kendt for sin K-popsang "Gangnam Style", der i juni af 2014 nåede over 2 milliarder visninger på videodelingssiden YouTube.
Han udgav i 2013 sangen "Gentleman" på YouTube.